# Veronica Micle
Veronica Micle, eredeti nevén Ana Câmpeanu (Naszód, 1850. április 22. – Văratec, 1889. augusztus 3.) román romantikus költőnő, Mihai Eminescu szerelmese.

## Élete
Naszódon született Ilie Câmpeanu cipész és felesége, Ana gyermekeként. Édesapja nem érte meg a lánya születését: 1849-ben golyó által halt meg, amikor Avram Iancu csapatában harcolt a magyar szabadságharcosok ellen. Az anya 1850-ben Moldvába költözött, először Târgu Neamțba, majd 1853-ban Jászvásárra. Ana itt járt elemi iskolába, és ekkor kezdte használni a Veronica nevet. 1863-ban végzett a jászvásári központi lányiskolában. A végzősök vizsgaelnöke a jászvásári egyetem rektora, Ştefan Micle volt, akivel egymásba szerettek. A pár 1864. augusztus 7-én kötött házasságot a kolozsvári Bob utcai görögkatolikus templomban. Két lányuk született: Virginia és Valeria, akik közül az első költő, a második operaénekes lett.
1872. márciusban Veronica Micle Bécsben megismerkedett Mihai Eminescuval; kettejük kapcsolata életük végéig tartott. Eleinte a férfi látogatásokat tett az asszony irodalmi szalonjában, majd valamikor 1875–1878 között a barátságból szerelem született. A kapcsolatuk elég hullámzó volt, például 1877-ben Eminescu Bukarestbe utazott, hogy a Timpul szerkesztője legyen, és Micle ez évi verseiben az elhagyott nő szomorúsága jelent meg. Ştefan Micle 1879-ben bekövetkezett halála után a felesége elég rossz anyagi körülmények közé került. Bukarestbe utazott, és panziót keresett magának, Eminescu pedig a menyasszonyaként mutatta be, de kapcsolatuk továbbra is bonyolult volt. Közös gyermekük halva született 1880 májusában. Eminescut 1883-ban szifilisszel diagnosztizálták.
Az asszony 1887-ben végül Bukarestbe költözött, hogy lelkileg támogassa az akkor már súlyos depressziós Eminescut. A költő 1889-ben bekövetkezett halála után Veronica Micle a vărateci kolostorba vonult vissza, ahol összeállította a Dragoste şi Poezie (Szerelem és költészet) című kötetet egymásnak írt verseikből és hozzájuk fűzött magyarázataiból. Két hónappal Eminescu halála után arzénnal öngyilkos lett.
Târgu Neamţ-i háza, amelyet 1886-ban a kolostornak ajándékozott, 1987 óta emlékmúzeum.

## Irodalmi munkássága
A Noul Curier Românban (NCR) mutatkozott be 1872-ben két romantikus novellával, amelyeket Corina álnéven jelentetett meg. Eminescu hatása alatt írt versei a Columna Lui Traianban jelentek meg 1874-ben, illetve a Convorbiri literaréban 1875-ben. Írt a Familia című irodalmi lapnak, illetve a Revista Nouănak és a Revista Literarănak.
2000-ben kiadták Eminescuval folytatott levelezését.

## Emlékmű
Veaceslav Jiglitski szobrászművész Veronica Micle-szobrát 2021-ben állították fel Chișinăuban.

## Művei
- Rendez-vous, NCR, I, 1872
- Plimbarea de mai în Iaşi, NCR, I, 1872
- Poezii, Bucharest, Halman, 1887
- Poezii, Prof. I. S. Mugur, Iaşi, Şaraga, 1909
- Dragoste şi Poezie, Bucharest, Socec, Prof. Octav Minar
- Alphonse de Lamartine és Théophile Gautier verseinek fordítása, in Poesii, Bucharest, Halman

## Fordítás
Ez a szócikk részben vagy egészben  a   Veronica Micle című angol Wikipédia-szócikk ezen változatának fordításán alapul.  Az eredeti cikk szerkesztőit annak laptörténete sorolja fel. Ez a jelzés csupán a megfogalmazás eredetét és a szerzői jogokat jelzi, nem szolgál a cikkben szereplő információk forrásmegjelöléseként.